# Kaltensundheim

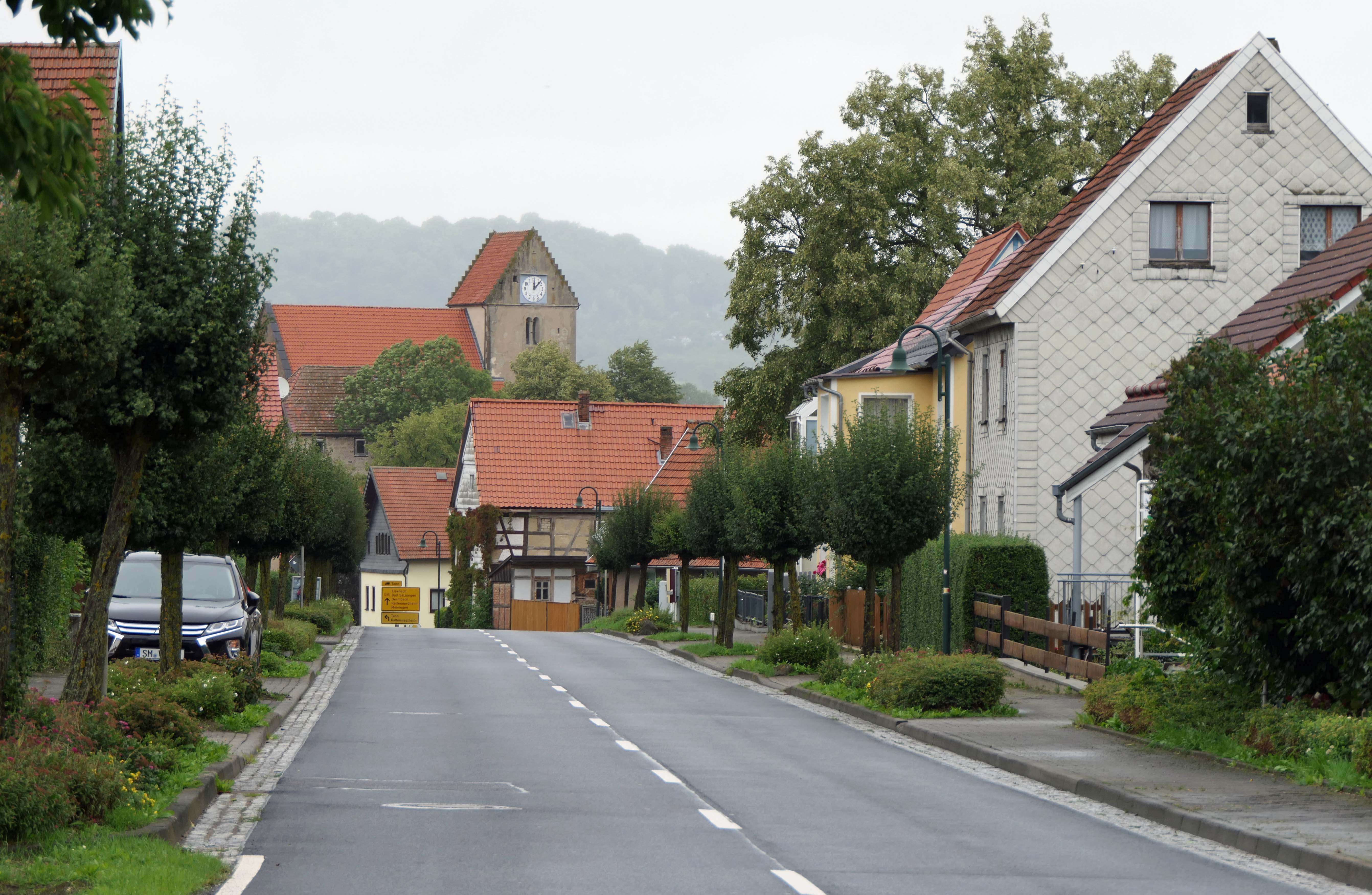
Kaltensundheim – Hauptstraße

Kaltensundheim (Rhöner Platt: Soinde) ist ein Ortsteil der Stadt Kaltennordheim im Landkreis Schmalkalden-Meiningen in Thüringen.

## Geografie

### Lage
Der Ort liegt ca. 15 km (Luftlinie) westlich von Meiningen und unweit der Landesgrenze zu Hessen im Tal der Felda, die wenige Kilometer südwestlich unterhalb des Ellenbogens entspringt.
Die markantesten Berge sind der Hemschenberg im Südosten, die Alte Mark im Süden und der Leichelberg im Osten. Der Modellflugplatz Rhön-Dolmar befindet sich am Westrand des Dolmar in der Gemarkung, die im Mittel 460 Meter über NN liegt.

### Nachbargemeinden
Der Stadtteil Kaltensundheim liegt etwa zwei Kilometer südlich der Kernstadt Kaltennordheim. Im Westen grenzt der Stadtteil Mittelsdorf, im Osten der Stadtteil Aschenhausen und im Süden die Gemeinde Erbenhausen mit seinem Ortsteil Reichenhausen an Kaltensundheim.

### Klima
Kaltensundheim gehört wie Kaltennordheim zu den kalten Dörfern, was hauptsächlich durch die ungünstige Lage hinter den im Süden liegenden Bergen bedingt ist.

## Geschichte
Das Dorf wurde erstmals urkundlich am 23. Dezember 795 erwähnt, im Mittelalter wurde es als „Kaldin Sundheim“ bezeichnet. Die romanische Kirchenburg wurde 1495 auf der höchsten Erhebung im Ort gebaut.
Kaltensundheim befand sich in einer Grenzregion des Ostfrankenreiches, die militärisch durch einen Markgrafen verwaltet wurde, dessen Burg befand sich wohl oberhalb Neidhartshausen. Der Verwaltungsmittelpunkt der Cent befand sich in Kaltensundheim. Die Grafen von Nithardishusen waren vermutlich mit den Grafen von Henneberg verwandt, die nach ihrem Aussterben im 13. Jahrhundert den Grundbesitz erbten.
Im 14. Jahrhundert war das Henneberger Grafengeschlecht in mehrere Seitenlinien aufgeteilt, und ein Graf Berthold von Henneberg-Schleusingen erwarb von seinen Vettern die Cent Kaltensundheim mit Reichenhausen, Erbenhausen, Oberweid und Unterweid, Kaltenwestheim sowie Kaltennordheim. Zwischen 1445 und 1475 regierte der streitsüchtige Graf Heinrich XI. (VIII.) von Henneberg-Schleusingen (* 1422; † 1475) (der Unruhige) über das Amt Kaltennordheim, zu dem auch der Ort gehörte. Seine Regentschaft war von zahlreichen Fehden und Konflikten mit den Nachbarherrschaften geprägt.
Mit dem Tod des Grafen Ernst von Henneberg im Jahr 1583 erlosch das einst mächtige Henneberger Grafenhaus, ein Erbvertrag regelte die Erbfolge der einzelnen Landesteile. Die Cent Kaltensundheim fiel an das Herzogtum Sachsen (1547–1572) (Ernestiner). Die neuen Landesherren hoben 1601 die bestehenden Centbezirke auf und veranlassten die Einrichtung eines Amtsgerichts im benachbarten Kaltennordheim. 1615 ist für Kaltennordheim ein besonderes Zentgrafenamt von dem von Kaltensundheim abgezweigt worden. Die bei Kaltensundheim verbliebenen Orte bildeten nun einen Gerichtssprengel, den man das „lichtenbergsche Hintergericht“ nannte. Zu demselben gehörten die Ortschaften: Kaltensundheim, Wohlmuthhausen, Gerthausen, Schafhausen sowie die 2 Rittergüter Ober- und Unterweimarschmiede und der Hof Gereuth. Seit 1660 gehörte der Ort zu Sachsen-Weimar. Er kam 1672 zu Sachsen-Eisenach und 1741 zu Sachsen-Weimar-Eisenach. 1816 wurde das Hintergericht mit Kaltensundheim von dem Justizamt Ostheim (Lichtenberg) wieder weggenommen und zum Justizamt Kaltennordheim geschlagen.
1920 kam Kaltensundheim zum Land Thüringen, später zur DDR. In dieser lag das Dorf nahe der innerdeutschen Grenze.
Am 1. Januar 2019 wurde Kaltensundheim in die Stadt Kaltennordheim eingemeindet.

### Einwohnerentwicklung
Entwicklung der Einwohnerzahl (31. Dezember):
| - 1994: 984 - 1995: 984 - 1996: 975 - 1997: 966 - 1998: 985 - 1999: 961 | - 2000: 949 - 2001: 934 - 2002: 926 - 2003: 895 - 2004: 898 - 2005: 895 | - 2006: 866 - 2007: 844 - 2008: 845 - 2009: 822 - 2010: 802 - 2011: 803 | - 2012: 785 - 2013: 790 - 2014: 782 - 2015: 782 - 2016: 783 - 2017: 795 |

 Datenquelle: Thüringer Landesamt für Statistik

### Ortsname
Der Name ist von der kühlen Witterung abgeleitet, sund steht für Süden (analog zu Kaltennord- und -westheim). Im Rhöner Platt wird der Ort als Soinde bezeichnet.

## Kultur und Sehenswürdigkeiten

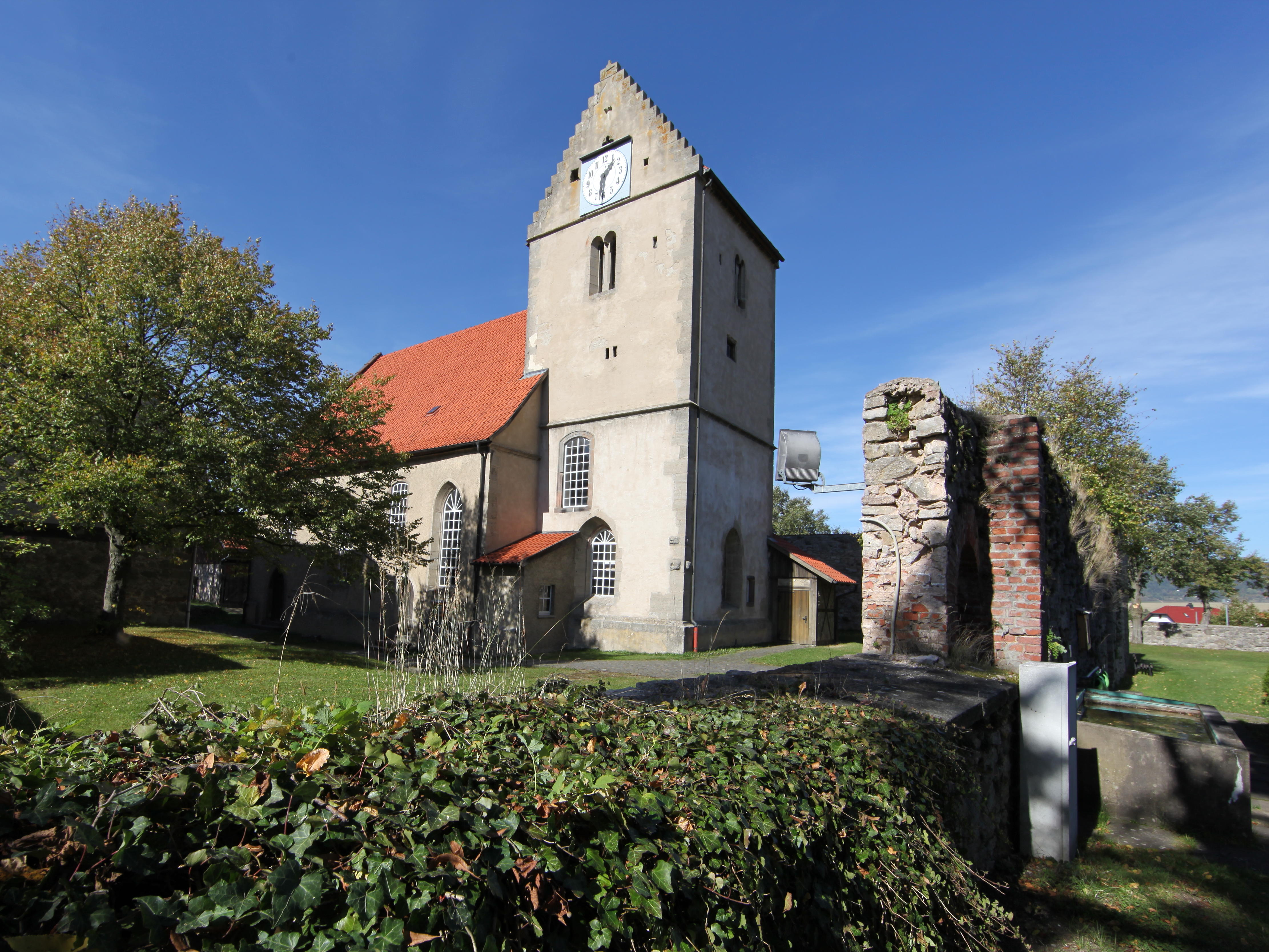
Wehrkirche Sankt Albanus

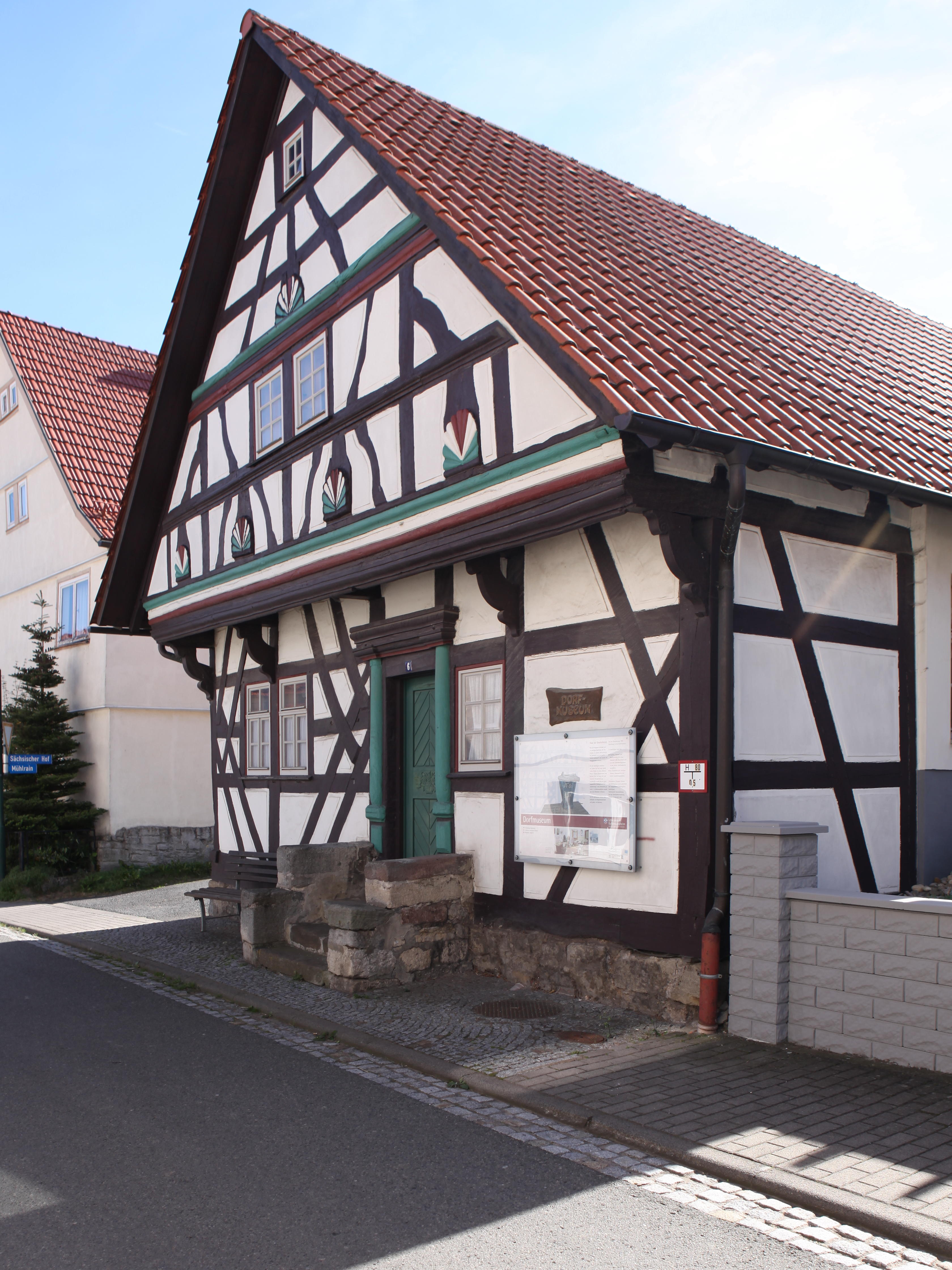
Dorfmuseum

### Bauwerke
- Das Wahrzeichen des Dorfes ist die 1604 erbaute Wehrkirche im gotischen Stil, die auf einem Kalksteinfelsen den höchsten Platz des Dorfes einnimmt und aus einer alten Burganlage hervorgegangen ist.[7] Eine sechs bis sieben Meter hohe Mauer und der Wehrturm von 1495 sind noch erhalten.
- Das Ortsbild ist von Fachwerkhäusern geprägt, besonders zu erwähnen ist dabei das Backhaus von 1704, in dem ein Dorfmuseum über die Ortsgeschichte, das ländliche Brauchtum und die DDR-Geschichte informiert. Es gibt einen historischen Brunnen.

### Regelmäßige Veranstaltungen
Zu den regelmäßigen Veranstaltungen des Dorfes gehören
- Karnevalsveranstaltungen im November und Januar/Februar
- der Tag der offenen Tür der Freiwilligen Feuerwehr Kaltensundheim am 1. Mai
- das Anglerfest im Mai
- das Sportfest und
- das Sängerfest in den Sommermonaten
- die Dorfkirmes im Oktober

## Wirtschaft und Infrastruktur

### Wirtschaft
Im Ort gibt es eine Agrargenossenschaft und weitere Betriebe.

### Verkehr
Durch den Ort führt die Bundesstraße 285 von Bad Salzungen nach Mellrichstadt als wichtige Nord-Süd-Verbindung in der östlichen Rhön. In diese mündet im Ort die aus Meiningen kommende Landesstraße 1124 ein.
Der Ort wird bedient von Buslinien von Wartburgmobil und der MBB (Meininger Busbetrieb).

### Öffentliche Einrichtungen
Kaltensundheim ist Sitz der Verwaltungsgemeinschaft Hohe Rhön.

### Bildung
Im Ort befindet sich das Staatliche Thüringische Rhön-Gymnasium Kaltensundheim. Fünf Klassen der Schule beteiligten sich an der Bemalung vom Feld der Fahnen im Nationaldenkmal Skulpturenpark Deutsche Einheit.

## Persönlichkeiten
- Annette Markert, Mezzosopranistin
- Christian August Thon (1755–1829), Regierungschef von Sachsen-Weimar-Eisenach
- Jürgen Wolter, Pfarrer, Buchautor und Musiker in Kaltensundheim
- Stefan Wolter, Historiker